# Temple protestant d'Épinal
Le temple protestant d’Épinal, dit « La Fraternité », est un édifice religieux situé 28 rue de la Préfecture à Épinal, chef-lieu des Vosges. La paroisse est membre de l'Église protestante unie de France.

## Histoire
En 1846, Elie Berthe est nommé premier pasteur d’Épinal. En 1856, une maison est achetée 28 rue de la Préfecture. La paroisse est reconnue en 1862 et membre du Consistoire de Sainte-Marie-aux-Mines dans le cadre du Régime concordataire français.

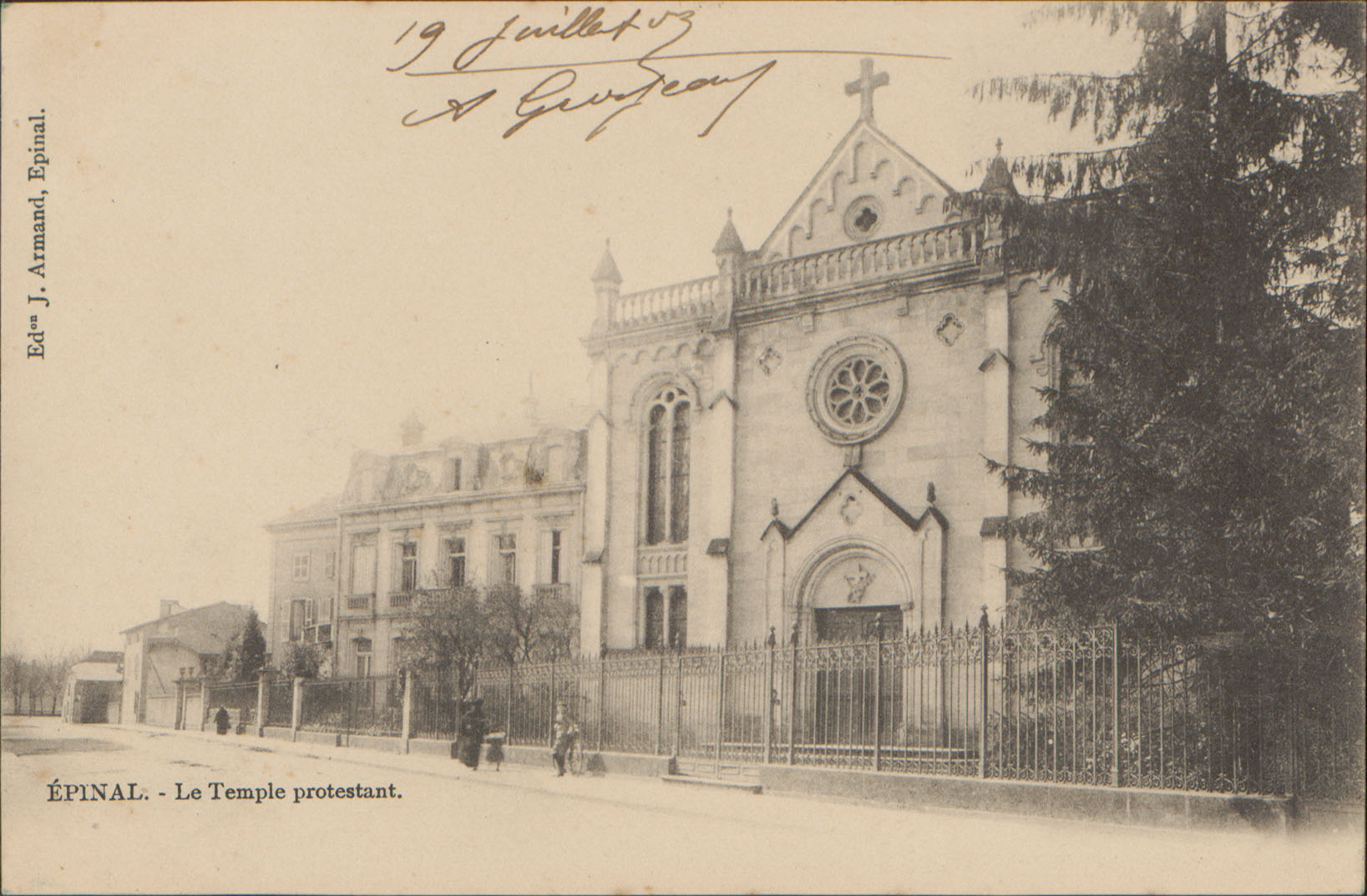
Carte postale ancienne, 1903.

Après la guerre franco-allemande de 1870, de nombreux alsaciens protestants s'établissent à Épinal. La paroisse rejoint le Consistoire du temple protestant de Nancy. Le temple est inauguré le 21 septembre 1873. Un orgue est construit en 1874 par le facteur d'orgues Wetzel. Le pasteur Albert Goguel développe la paroisse durant son long ministère de 1878 à 1911. Il est aumônier militaire des garnisons qui s'établissent à Épinal.
Marc Boegner naît à Épinal le 21 février 1881 dans une famille protestante réformée émigrée d'Alsace, qui fréquente la paroisse. Son père Paul Boegner est alors préfet d’Épinal. Marc Boegner passe son enfance à Épinal et y effectue son école biblique. Il deviendra le premier président de l'Église réformée de France de 1938 à 1950 et de la Fédération protestante de France de 1929 à 1961.
En 1897, une maison presbytérale est bâtie dans le jardin. Quarante-neuf protestants de la paroisse meurent pour la France pendant la Première Guerre mondiale. Une plaque commémorative est réalisée, puis perdue pendant plus de 60 ans. Retrouvée cassée en deux en 2014, elle est restaurée et inaugurée de nouveau l'année suivante.
Après la Seconde Guerre mondiale, le temple accueille la communauté juive de la ville pour ses offices car la synagogue d'Épinal a été détruite au cours de la guerre. En 1956, le facteur d'orgue Ernest Mühleisen enrichit l'orgue, le portant à 13 jeux,.

## Architecture
Les plans sont dressés par l'architecte Nicolas Risler-Tournier sur un large plan rectangulaire pouvant accueillir plus de 300 personnes. Le tympan est orné d'une croix nue, sur laquelle repose une ancre, symbole de fidélité dans la foi, et une palme de martyr. Au-dessus s'ouvre une Bible, symbole caractéristique des temples protestants. La nef est éclairée par huit fenêtres en plein cintre et une rosace sur la façade.